# John Millington Synge

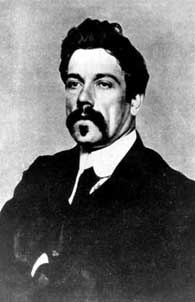
John Millington Synge

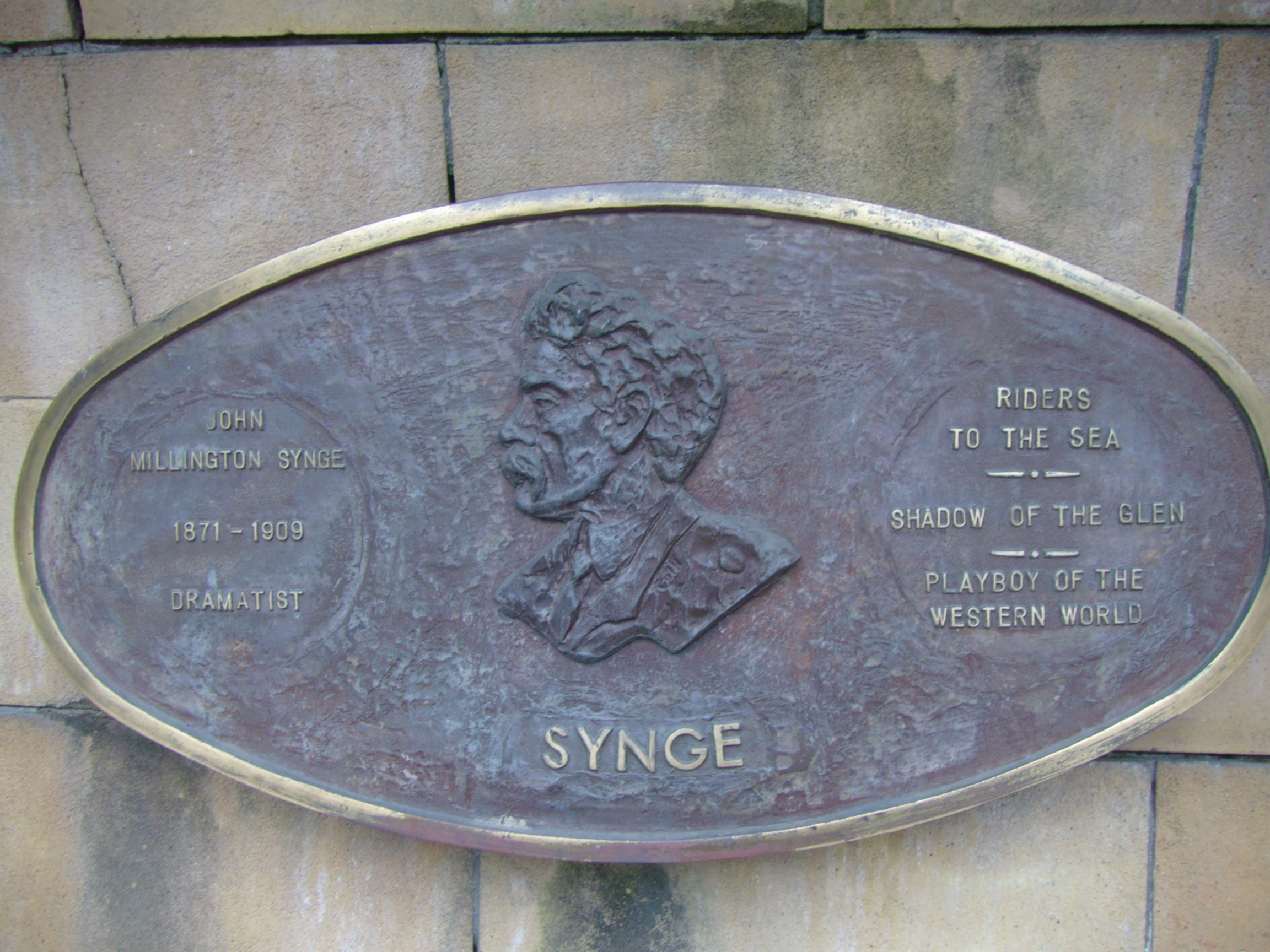
Gedenktafel im Saint Patrick’s Park, Dublin

John Millington Synge (* 16. April 1871 in Rathfarnham bei Dublin; † 24. März 1909 in Dublin) war ein irischer Dramatiker.

## Leben
John Millington Synge stammte aus einer nicht sehr wohlhabenden Familie der Protestant Ascendancy, der protestantischen anglo-irischen Oberschicht. Standesgemäß besuchte er das Trinity College in Dublin, die traditionelle protestantische Universität. Er studierte Sprachen und Musik, u. a. für ein Semester 1894 in Würzburg an der dortigen Königlichen Musikakademie, und lebte einige Jahre (1895–1903?)in Paris. Ebenfalls ist ein Aufenthalt in Koblenz 1893/94 nachgewiesen.
Eine konventionelle oder gutbürgerliche Laufbahn wollte er nicht einschlagen; auch konnte er sich nur schwer zwischen einer musikalischen und einer literarischen Laufbahn entscheiden. In Paris traf er Yeats, der ihm den Rat gab, anstelle eines ziellosen Bohème-Lebens in Paris die Aran-Inseln vor der Westküste Irlands zu besuchen, um dort eine Lebensweise kennenzulernen, die bislang noch keinen literarischen Ausdruck gefunden habe. Entscheidend für Synges Werk und zugleich durchaus epochemachend für das irische Drama wurden dann seine Jahre auf Inis Meáin, einer der Aran-Inseln, wo das Leben in mancherlei Hinsicht noch archaisch, spontan und von der Zivilisation unberührt war. Dort entwickelte er sich zum poetischen Realisten, denn „die echte, reine Freude findet man nur in der wilden, hinreißenden Wirklichkeit“. Aber „Realismus allein genügt nicht, die Bühne muss Wirklichkeit und Fröhlichkeit ausstrahlen“, meinte er programmatisch.
In seinem semi-autobiografischen Prosa-Band The Aran Islands (1907) schildert Synge in keineswegs romantisierender Form die naturverbundenen, aber gleichzeitig brutalen Lebensbedingungen der Menschen auf den Aran-Inseln. Seine zahlreichen Besuche und Wanderungen in abgelegenen Gebieten Irlands fanden auch in seinen dramatischen Werken ihren Niederschlag, die alle an zivilationsfernen Schauplätzen spielen. Ebenso stehen durchgehend nicht-sesshafte Charaktere wie Wanderarbeiter oder Kesselflicker (tramps und tinkers) im Mittelpunkt. Synge hatte deren Lebensweise persönlich erlebt und gab ihr den Vorzug gegenüber bürgerlichen Werten und Lebensformen.

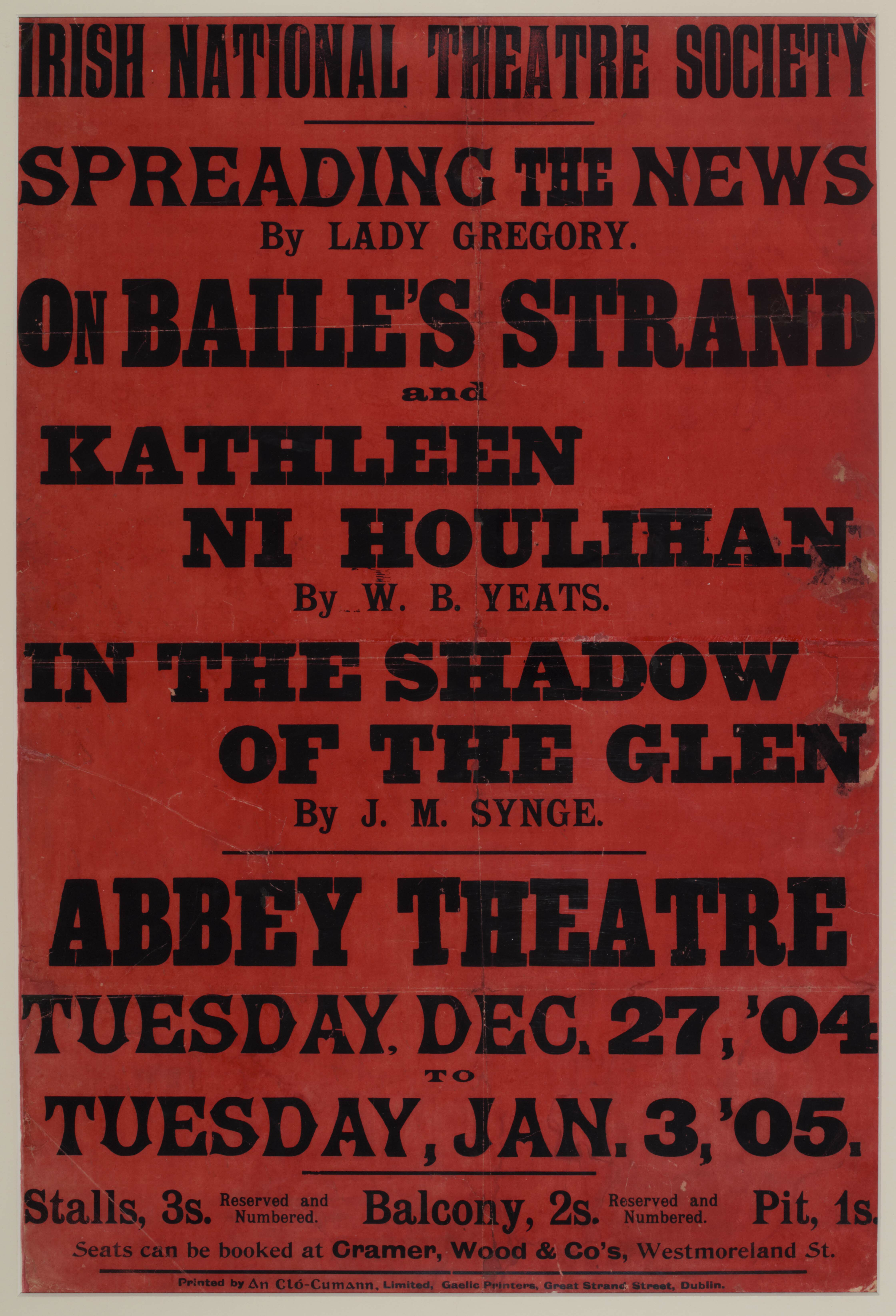
Poster der Aufführung von The Shadow of the Glen im Abbey Theatre 1904

Bereits sein erstes Drama The Shadow of the Glen (1903, ursprünglicher Titel In the Shadow of the Glen) ist in einer einsamen Bergschlucht der Wicklow Mountains angesiedelt. Der gesicherten, indes freudlosen Existenz „im Schatten des Tales“ wird das ungesicherte Dasein an der Seite eines Tramps „auf den Höhen des Lebens“ gegenübergestellt, wobei ebenso wie in Synges bekanntestem Werk The Playboy of the Western World (1907) der letztere Lebensstil favorisiert wird und den Ausgang bestimmt.
Synge ging in seinen Werken gern von Volkssagen aus und machte seine Version des hiberno-englischen Dialekts bühnenfähig. Seine Arbeiten sind ein gewichtiger Teil der irischen Nationaldichtung und werden gewöhnlich zur so genannten irischen Renaissance gerechnet. Mit der Gründung des Abbey Theatre 1904 wurde Synge ebenfalls zu einem der Direktoren. Bis zu seinem frühen Tod verfasste Synge sechs Dramen, die zwar in spezifisch irischen Lebensverhältnissen verwurzelt sind, jedoch einen universelleren Gültigkeitsanspruch haben. Seine Werke sind daher auch auf den Bühnen anderer Länder zeitlos wirksam geworden.
In Irland selbst wurden seine Dramen und das in ihnen zum Ausdruck kommende undogmatische Weltbild von den Kritikern und dem Theaterpublikum mit gemischten Reaktionen aufgenommen. So wurden seine Stücke als unmoralisch oder religionsfeindlich und un-irisch angegriffen. Die Uraufführung von The Playboy of the Western World löste 1907 in Dublin einen der ersten großen Theaterskandale in der irischen Theatergeschichte aus, da das Stück als Schmähung der Moral, des Frauenbildes und der religiösen Werte Irlands angesehen wurde. Synges Werke galten in Irland lange Zeit bis weit über seinen Tod hinaus als unspielbar. Sein letztes Werk Deirdre of the Sorrows wurde trotz der Hinwendung zu Deirdre, einer der eindrucksvollsten Gestalten der irischen Mythologie, erst 1910 postum aufgeführt.
Daneben war J.M. Synge auch als dokumentarischer Fotograf zum irischen Alltag aktiv.
Synge wurde auf dem Friedhof Mount Jerome in Dublin beigesetzt.

## Nachleben
John Millington Synges Liebe zu Molly Allgood erzählt Joseph O’Connor in seinem Roman Ghost Light (2010), in deutscher Übersetzung: Irrlicht (2012).
Das Irish Writer's Museum in Dublin widmet einen Ausstellungsraum J.M. Synge. Auf der Insel Inishmaan (Aran Islands, Co. Galway), kann das Museum „Teach Sing“ besichtigt werden.

## Trivia
Die irische Post gab 1971, anlässlich des 100. Geburtstags, zwei Briefmarken zum Nennwert von 4 und 10 Pence heraus (Michelnr. 267 und 268).
Dem Angedenken von John Millington Synge widmet sich in Würzburg das Irish Studies Center Würzburg der Universität Würzburg, mit einer regelmäßigen J.M. Synge Lecture, Gastvorträgen zu verschiedenen irischen Themen mit Bezug zu J.M. Synge. Ebenso hat sich die Deutsch-Irische Gesellschaft Würzburg mit der Verleihung eines jährlichen John-Millington-Synge-Preises für herausragende schulische Hausarbeiten zu Irland und mit jährlichen J.M. Synge-Walks dem Angedenken gewidmet.

## Werke
- Die Aran Inseln (The Aran Islands) (Prosa)
- Kesselflickers Hochzeit (The Tinker’s Wedding)
- Deirdre, Königin der Schmerzen (Deirdre of the Sorrows)
- Die Quelle der Heiligen (The Well of the Saints)
- Reiter ans Meer (Riders to the Sea)
- Die Nebelschlucht (The Shadow of the Glen)
- Der Held der westlichen Welt oder Der Held des Westerlands oder Ein wahrer Held oder Gaukler von Mayo (The Playboy of the Western World)

## Deutsche Hörspielproduktionen
- 1949: … und wir müssen zufrieden sein – Bearbeitung von Lucy Millowitsch – Regie: Eduard Hermann, Produktion: NWDR Köln
- 1958: Kesselflickers Hochzeit – Bearbeitet von Erich Fried – Regie: Kurt Reiss – Produktion: NDR
- 1977: Die Kesselflickerhochzeit – Bearbeitung und Regie: Joachim Staritz – Produzent: Rundfunk der DDR
- 2006: Een Held in’n Dörpskroog – Mundart-Hörspiel nach dem Theaterstück: Der Held der westlichen Welt – Bearbeitung: Hartmut Cyriacks und Peter Nissen – Regie: Hans Helge Ott – Produktion: RB